# Francisco Javier Iruarrizaga
Francisco Javier Iruarrizaga Amarika, detto Patxi Iru o Iru (Areatza, 4 ottobre 1962), è un ex calciatore spagnolo, di ruolo portiere.

## Carriera

### Club
Cresce calcisticamente con l'Arratia, per passare all'Athletic Bilbao dove milita un anno nelle giovanili.
Esordisce con la squadra riserve nella stagione 1981-1982 e dopo cinque anni debutta con la prima squadra, giocando per la prima volta nella Primera División spagnola il 6 giugno 1987 durante Athletic-Sabadell (1-1).
Con i rojiblancos rimane per sei stagioni nelle quali colleziona 77 presenze.
Nell'estate 1993 passa all'Osasuna, dove però disputa solo due partite, trasferendosi all'Elche l'anno successivo e rimanendovi fino alla fine della carriera.
Conta una presenza nella Selezione di calcio dei Paesi Baschi.